# クロ・リュセ城
クロ・リュセ城 （Château du Clos Lucé）クルーの館（クルーのやかた）は、フランス王フランソワ1世が幼年期を過ごしたシャトー。アンボワーズ城の近くにある。現在この二つの建物は地下通路で繋がっている。15世紀半ばに建てられ、1490年にシャルル8世のものとなり、王妃アンヌ・ド・ブルターニュが住むことになる。
その後、フランソワ1世の姉のマルグリット・ド・ナヴァルが住み、彼女はそこで『エプタメロン』を執筆した。また、フランソワ1世は1516年に晩年のレオナルド・ダ・ヴィンチを招いて住まわせた。ダ・ヴィンチは彼が亡くなる1519年5月までここで過ごした。
館を囲む敷地は、レオナルド・ダ・ヴィンチ・パークとなっている。ここには彼の発明品の数々が、実際に体験できる遊具として再現されている。
世界遺産「シュリー＝シュル＝ロワールとシャロンヌ間のロワール渓谷」に含まれる。

## ギャラリー

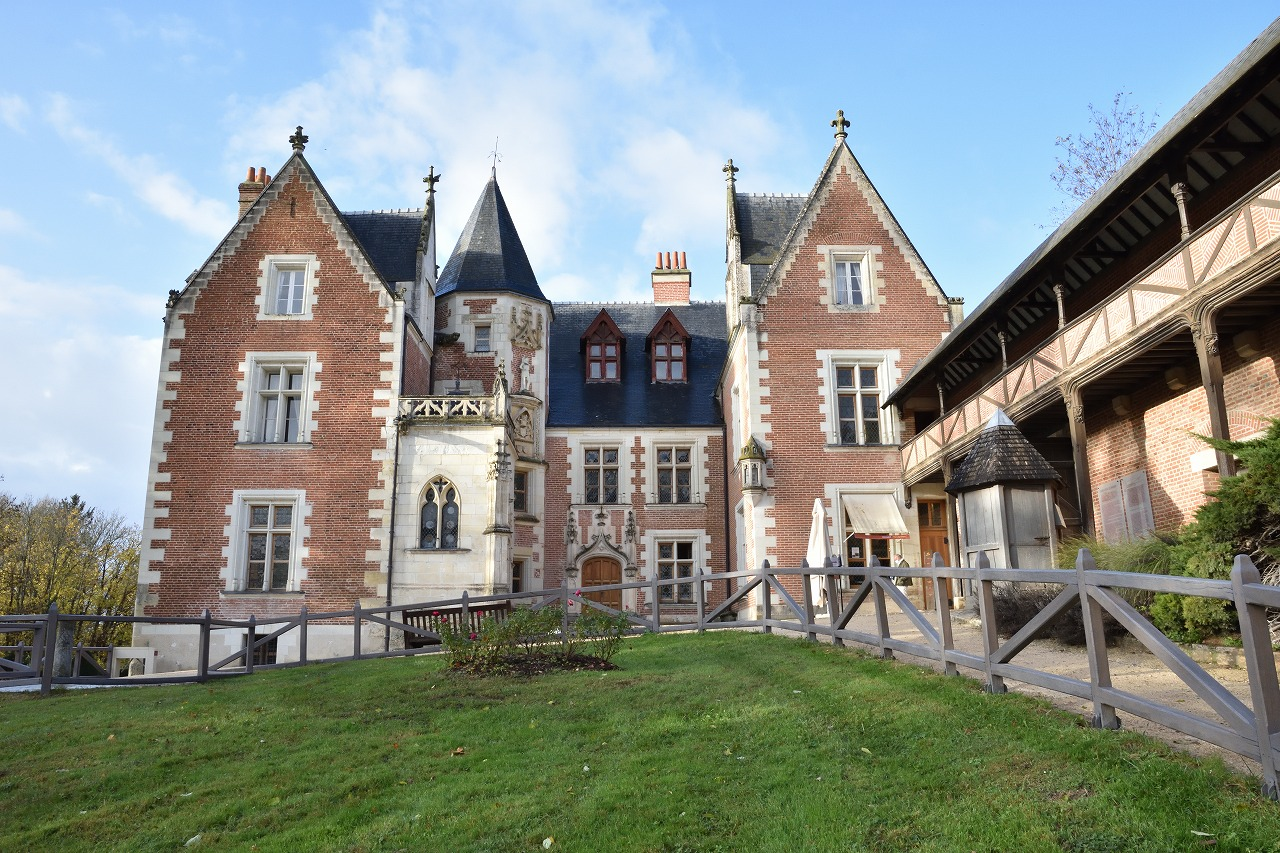
正面から見たクロ・リュセ城
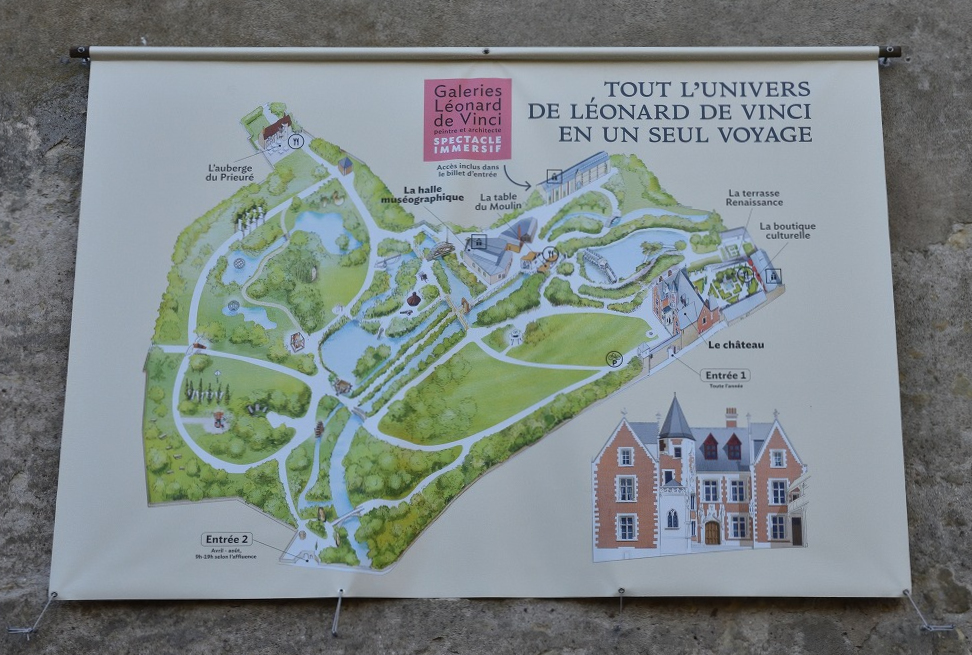
レオナルド・ダ・ヴィンチ・パークの地図。
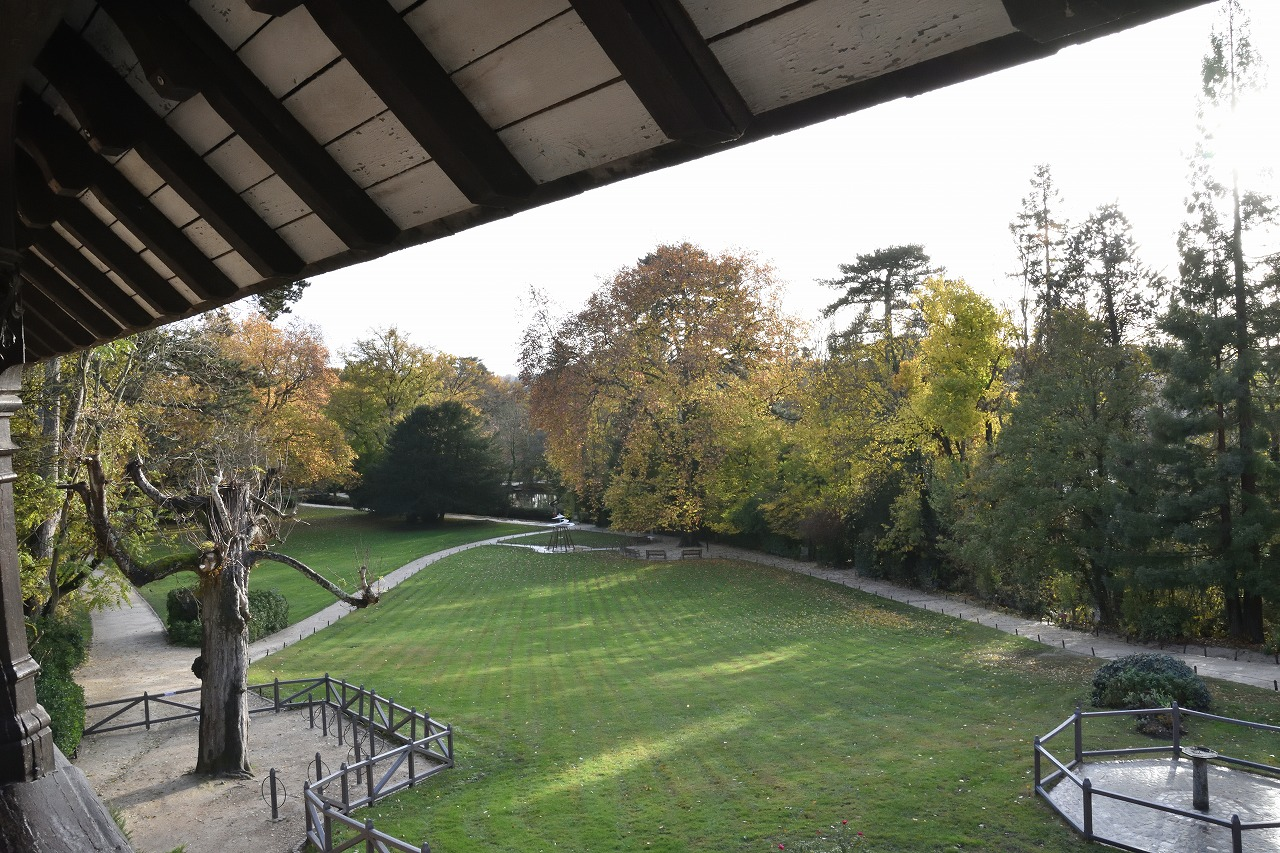
クロ・リュセ城2階から見たレオナルド・ダ・ヴィンチパーク。